# 158. brigada HV
158. brigada, brigada Hrvatske vojske iz Splita.

## Povijest
Jezgra oko koje se oblikovala jest 1. bojna 114. brigade HV, znana kao Škverska bojna, osnovana 18. siječnja 1991. godine, tad u pričuvnom sastavu MUP-a RH. Od te jezgre brigada je preuzela zapovjedništvo, odnosno časničko osoblje, dočasnike i obične vojnike. Siječnja 1992. prišlo se uspostaviti 158. brigadu.
Prvu je zadaću dobila travnja 1992. godine. Osiguravali su državnu granicu RH prema BiH na Kamešnici prema širem području Buškog blata. Bili su čuvali livanjsku bojišnicu. Srpnja 1992. bili su na južnom ratištu sudionicioslobađanja prostora dubrovačkog zaleđa i oblikovanja obrambenih crta iznad Popova polja. Listopada 1992. vratili su se u Split, radi preustroja sukladno procesu preustroja Oružanih snaga RH. Od 158. brigade HV oblikovana je 6. domobranska pukovnija HV.
U 158. brigadi odnosno 6. domobranskoj pukovniji tijekom Domovinskog rata bilo je angažirano više od 6000 branitelja, od kojih je 20 poginulo.
Povodom 24. obljetnice osnutka 158. brigade, u splitskoj četvrti Mejašima splitsko-dalmatinski župan Zlatko Ževrnja otkrio je ploču s natpisom 6. domobranska pukovnija u ulici koja nosi to ime, a splitski gradonačelnik Ivo Baldasar ploču s natpisom 158. brigada, po kojoj također ulica i Mejašima nosi ime.

## Vanjske poveznice
- Udruga veterana Domovinskog rata 158. brigade i 6. domobranske pukovnije   Arhivirana inačica izvorne stranice od 8. rujna 2019. (Wayback Machine)
- Znakovlje 158. brigade  Arhivirana inačica izvorne stranice od 18. studenoga 2019. (Wayback Machine) MORH
- dd/h: Proslavljena 26. obljetnice osnutka 158. brigade i 6. domobranske pukovnije HV-a  Arhivirana inačica izvorne stranice od 18. studenoga 2019. (Wayback Machine) Direktno.hr, 1. prosinca 2018.
- (): Obilježena 26. obljetnica osnutka 158. brigade i 6. domobranske pukovnije Hrvatske vojske Nacionalno.hr